# Aahotepre
Ammu Ahotepre là một vị pharaon người Hyksos thuộc vương triều thứ 14 của Ai Cập cổ đại.

## Đồng nhất
Ryholt (1997) đã nhận diện 'Ammu Ahotepre trong quá trình phục dựng lại bản danh sách vua Turin của ông ta.
Von Beckerath (1964) trước đó quy cho tên praenomen Ahotepre là thuộc về một pharaon của vương triều thứ 16.